# Senaja

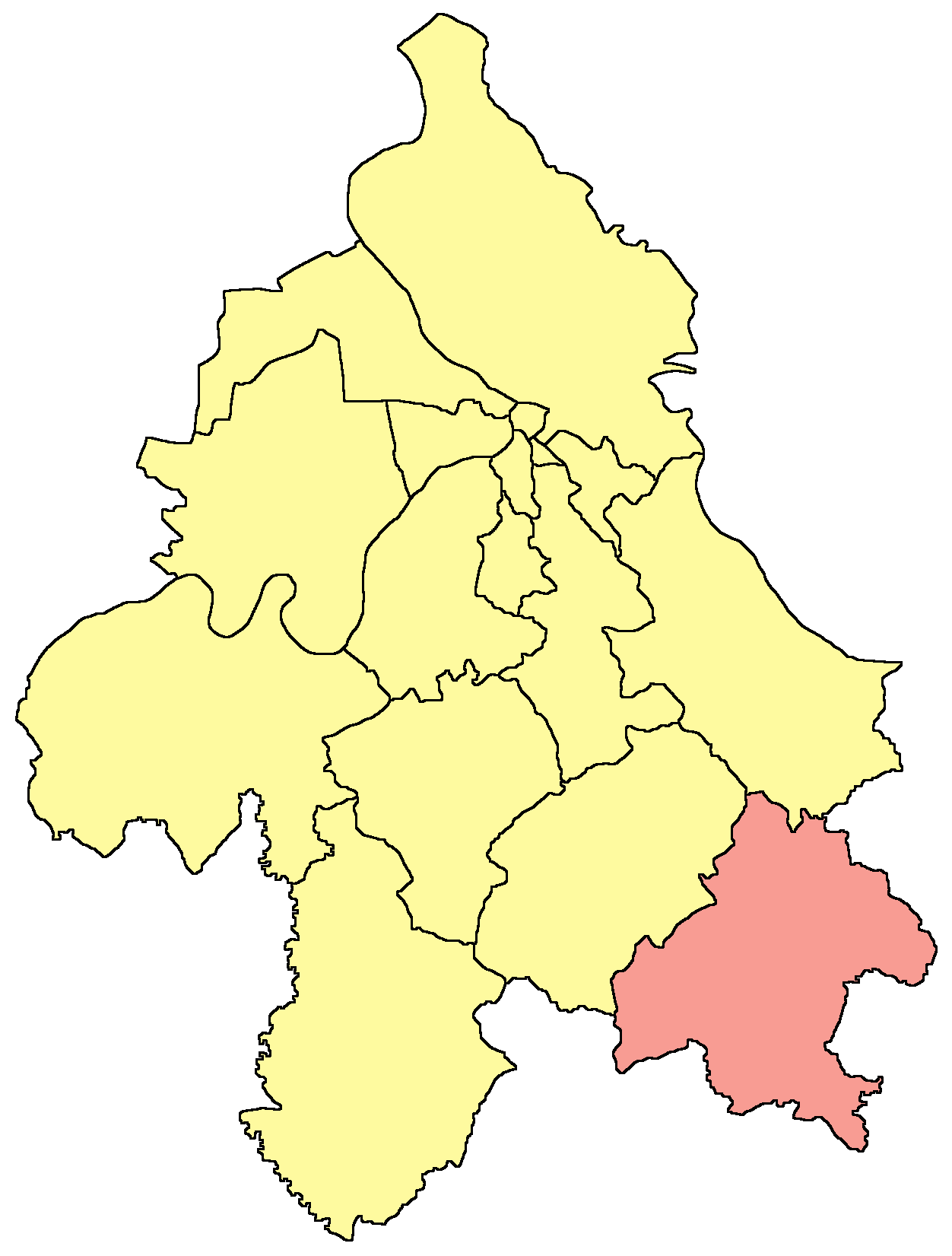
Localisation de la municipalité de Mladenovac dans la Ville de Belgrade

Senaja (en serbe cyrillique : Сенаја) est un village de Serbie situé dans la municipalité de Mladenovac et sur le territoire de la Ville de Belgrade. Au recensement de 2011, il comptait 402 habitants.

## Démographie

### Évolution historique de la population
| 1948 | 1953 | 1961 | 1971 | 1981 | 1991 | 2002 | 2011 |
| ---- | ---- | ---- | ---- | ---- | ---- | ---- | ---- |
| 718  | 738  | 668  | 591  | 578  | 571  | 444  | 402  |

|  |